# 切爾尼希夫卡 (海尼切斯克區)
46°8′35″N 34°36′19″E / 46.14306°N 34.60528°E

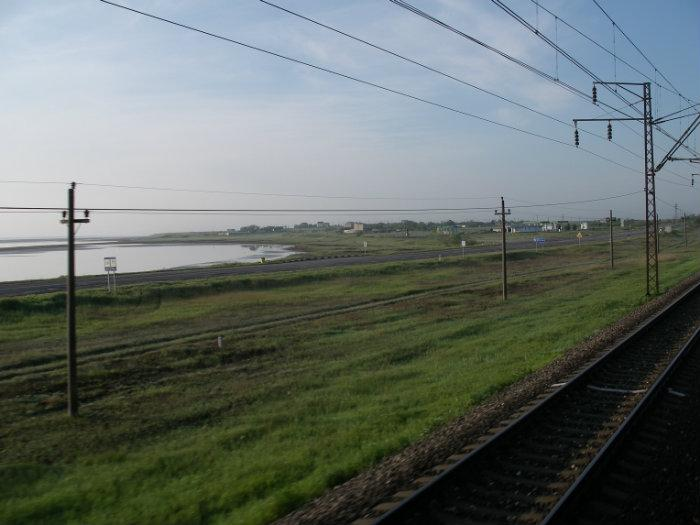

切爾尼希夫卡（烏克蘭語：Чернігівка）是位於烏克蘭南部的村莊，由赫爾松州海尼切斯克區的海尼切斯克市镇負責管轄。該村面積47.5平方公里，海拔高度9米，2013年人口30，人口密度每平方公里0.63人。